# Tour de Senetosa
La tour de Senetosa (en corse : torra di Sinitosa) est une tour génoise en ruines située dans la commune de Sartène, dans le département français de la Corse-du-Sud. 

## Protection
La tour de Senetosa est inscrite monument historique par arrêté du 27 octobre 1992.